# Tomás de Frignano
Tomás de Frignano, O.F.M. (1305 - 19 de novembro de 1381) foi um cardeal italiano, Deão do Sagrado Colégio dos Cardeais.

## Biografia
De uma família notável, originária da região de Frignano e, posteriormente, estabelecida em Módena, era filho de Cesare di Ottavio. Dois de seus irmãos, Conversino e Bonatto, eram médicos, o primeiro em Buda, na Hungria, como médico pessoal do rei Luís I, e o segundo foi por muito tempo médico em Bolonha.
Entrou na Ordem dos Frades Menores, em Módena, numa idade muito jovem. Magister em teologia, tornou-se um orador distinto. Em 1349, ele estava entre os eleitores do ministro provincial de Bolonha. Depositário do convento de Ferrara. Lector de teologia no convento de Bolonha. Eleito provincial da província de Bolonha em 1352, ocupou o cargo até 1360, celebrando um capítulo provincial em Ímola em 25 de outubro de 1359. Em 1364, ele foi um dos fundadores da Faculdade de Teologia da Universidade de Bolonha, sucessivamente, foi um de seus professores.
Eleito Superior Geral da sua ordem (vencendo Tommaso Racani, o candidato recomendado pelo cardeal Nicolas de Besse, protetor da ordem) no capítulo geral celebrado em Assis, no dia 6 de junho de 1367, pouco depois, ele foi deposto devido a falsas acusações por seus adversários contra a pureza de sua fé; considerado inocente por uma comissão nomeada pelo Papa Urbano V, ele foi restaurado ao seu cargo no início de 1370 em uma cerimônia solene celebrada na antiga basílica de São Pedro, em Roma, em 2 de junho de 1379. No capítulo realizado em Nápoles ele recebeu novamente o posto de Superior.
Patriarca eleito de Grado em 19 de julho de 1372, foi consagrado nesse mesmo ano. Papa Gregório XI confiou a embaixada para Gênova para concluir um tratado de paz entre Chipre e Gênova, mas a missão falhou. Em 8 de outubro de 1372, ele foi enviado, como legado, a Gênova para aplacar o conflito entre o doge e a nobreza, dessa vez sua missão foi bem sucedida. O patriarca foi como legado, ante o rei Luís I da Hungria, ante os duques da Áustria, Alberto III e Leopoldo III, e ante a República de Veneza para formar a base de uma paz entre Veneza e Francesco de Carrara de Pádua. Em 1373, sua atividade diplomática foi dedicada à formação de uma liga italiana contra Barnabé Visconti, signore di Milan.
Foi criado cardeal-presbítero no consistório de 18 de setembro de 1378, recebendo o título de Santos Nereu e Aquileu. Quando o frei Leonardo Rossi da Giffoni, Superior geral de sua ordem, juntou-se à obediência de antipapa Clemente VII, governou a ordem como vigário-geral até a eleição de um novo Superior geral. Em 1378, o Papa Urbano VI nomeou-o Visitador Apostólico da Ordem dos Camaldulenses; em 1374, o Papa Gregório XI havia autorizado que ele visitasse seus conventos em seu patriarcado. Passa para a ordem dos cardeais-bispos e recebe a sé suburbicária de Frascati, no final de 1378, mantendo provavelmente a administração de seu título presbiterial.
Tomás de Frignano pode ter se tornado decano do Colégio dos Cardeais, em dezembro de 1378, após a deposição de Angelic de Grimoard, que passou para a obediência avinhonesa. Ele era membro da Inquisição. Foi um dos cardeais encarregados pelo Papa Urbano VI em 1379 com o início do processo de canonização de Santa Brígida da Suécia; ela foi canonizada pelo Papa Bonifácio IX. Ele foi comemorado em uma carta de Francesco Petrarca, seu amigo, para o papa.
Morreu em 19 de novembro de 1381, no convento franciscano de Santa Maria in Aracoeli, Roma. Foi enterrado em frente ao altar da Virgem Maria, na igreja de Santa Maria in Aracoeli. Hoje, o monumento fúnebre desapareceu, mas no século XVIII, algumas de suas inscrições ainda podiam ser lidas..